# さぬきうどん融資課
『さぬきうどん融資課』（さぬきうどんゆうしか）は、2014年5月21日にNHK BSプレミアムの水曜プレミアム枠にて放送されたNHK高松放送局制作の地域ドラマである。

## 概要
NHK高松放送局 開局70周年記念ドラマとして制作・放映された地域発の単発テレビドラマ番組である。「幸せ」と「家族」をテーマとしている人情ドラマである。
番組題名の通り、讃岐うどんの店舗と、そこに融資する銀行の専門窓口にまつわる物語であり、主に高松市・さぬき市を舞台とする。その意味では「讃岐うどん店という香川県において大勢を占める中小企業群を舞台にする、同域独特の経済事象を題材とした経済ドラマ」とも言える。
なお、四国地域のみ2015年1月16日にNHK総合ローカルの『しこく8』枠にて地上波放送された。
制作・配役面
- 制作においては地域密着を前面に押し出しており、香川県内完全ロケによって制作された[2]。また主要キャストを除く端役などのキャストについては、セリフのある役であっても、制作に参加した地元企業やフィルムコミッションを介したボランティアによるエキストラを積極的に起用した。一部の役については香川県域居住者限定でのオーディションも行われた（オーディション参加の演者はエンディングテロップに名前が出たが、エキストラ参加の演者は名前が出ず、名義は「香川県フィルムコミッション」として一括された）。
- 主要キャストにおいても松本明子や石倉三郎、遠藤章造、藤澤恵麻、西山裕大など香川県ゆかりの役者の起用が目立つ。

ロケ地
- うどん屋竹清（ドラマでの店名は「たちばな」）
- ヨコクラうどん（ドラマでの店名は「新田製麺所」）
- 大山製粉製麺所（ドラマでの店名は「しげまつ」）

## あらすじ
飛鳥銀行に勤める大西鉄平は「出身者だから、地元の事情には明るいだろう」という理由で、今まで勤めていた東京・日本橋支店という金融の第一線から、香川県にある高松支店へと単身赴任する羽目になった。鉄平がそこで配属された先は、今まで彼が担当し仕事をしてきた一流の企業群を相手にする部署とは全く異なる、家族経営の中小企業を対象とする、それも「讃岐うどん店を専門に扱う融資窓口」であるさぬきうどん融資課だった。
配属された先で鉄平は、これまでやってきた過去の仕事の成果の思い出と、現状を比較して不満は持つものの、それでも仕事には真摯かつ迅速に成果を出そうと意気込む。しかし融資課で鉄平を待っていたのは、地方経済ゆえの「ゆる～い」空気。そして同様の空気を醸し出す上司・三原からの、ひと目には意味不明な助言と行動だった。
時に「事業計画だけしっかりしていても、うどん店はもたない」と鉄平が惹かれた確かな事業計画を三原に反故にされる。一方で「うどん店を支えるのは『家族』である」ということを三原からしきりに言われる。そんな鉄平を待っていたのは、融資先の家庭の浮気調査、嫁姑問題、夫婦喧嘩などなどの家庭の問題の解決。これまで自分がやってきたことを放り出して、これらのいわば銀行員にとっては、どうでもいいはずの雑務をやる羽目になった鉄平は、一人、単身赴任滞在のアパートの一室で「これが銀行員の仕事かよ！」と嘆くことに。さらには単身赴任で東京に置いてきた妻子とも、すれ違いが続くようになっていく。
そんな中で鉄平は、さぬき市のうどん店「しげまつ」の移転資金融資の相談を、同店店主の妻である直子より持ちかけられる。しかし、しげまつの店主・晴彦は古くから続けてきた地元での商売にこだわり移転に反対していた。もうすぐ子どもも生まれるのに、今までの稼ぎで「食べていけるだけ」の「欲が無い商売」を続けようとする晴彦に、生まれる子どもの養育費や教育費を心配する直子は大激怒。鉄平に晴彦の説得をも依頼する。「しげまつ」の移転予定先は高松市目抜き通りのド真ん中で、融資さえすれば、ほぼ大成功は間違いない。融資先である「しげまつ」はもちろん、銀行側も大きな利益を計上できる。もちろん売り上げも上がり「しげまつ」夫妻の生活も楽になる。鉄平は店主が意地さえ捨てれば誰も損をしないはずの、この融資を成功させるために晴彦の説得にあたる。

## 登場人物
- 斜字 の演者は地元オーディションおよびエキストラ枠での参加。

### 飛鳥銀行
大西鉄平（おおにし てっぺい）
演：桐谷健太 / 木村悠介(幼少期)
飛鳥銀行の銀行員。日本橋支店から、地元・高松支店にUターンで単身赴任。高松支店の成績をテコ入れするために、さぬきうどん融資課に配属され、東京時代とは隔たりのある業務内容に翻弄される。銀行員だけあり街頭インタビューで「幸せとはなんですか？」と問われて「金じゃないっすかね」と即答する男。
さぬき市志度出身で家は牡蠣養殖を行う零細の水産業者。休日が無いに等しく、食べるだけ稼げればいい（そのくせ品質には絶対に手は抜かない、採算を度外視している）家業（実父）の方針に反発して、上京し大学まで行き銀行員になった過去を持ち「しげまつ」店主の商売への姿勢に父の姿をダブらせるようになる。
出資に関しては東京時代のイケイケの競争気質が抜けず「銀行に利益を計上する」ということを最優先目標とする傾向が見られ、その部分を三原に咎められた時には非常に不機嫌になる程、中央業界に毒されている人物でもある。
三原五郎（みはら ごろう）
演：石倉三郎
さぬきうどん融資課での鉄平の上司。温和な人物で鉄平を優しく見守る。出資に関しては基本的には「出資先が安定して事業を続けられる」ことを主眼としており、それも「融資した結果として、顧客がきちんと人生を送れる（その上できちんと利益回収ができる）かどうか」に集約される理想的な銀行員。その観点から顧客に業域の枠を超えて立ち入ったアドバイスを行うとともに、時に鉄平に苦言を呈する。
久保 支店長(くぼ)
演：善勝光一
飛鳥銀行日本橋支店の支店長。鉄平に配属先を告げるも戸惑われてしまうが、構わず辞令を渡して「頑張れよ」と励ます。
演者の善勝は撮影協力を行った地元銀行の社員で本物の支店長。鉄平を励ますセリフも善勝がリハーサルで行ったアドリブが採用されたものである。（エキストラ枠参加）

### 融資依頼先のうどん店
長尾祐二（ながお ゆうじ）
演：遠藤章造
さぬきうどん融資課に、融資を依頼しに来た、うどん職人。元は有名店で修行していたが、独立を許されて、店を持つことになった。融資課に依頼したのは、その開店資金の一部の融資。家にめったに帰らずに、妻に浮気を疑われ、夫婦仲がすれ違っている。そのため鉄平が三原の命令で浮気調査に乗り出す羽目になる。
長尾美佳（ながお みか）
演：西村亜矢子
祐二の妻。今まで、祐二がうどん店で働いている稼ぎで十分、食べていけているのに、夫が融資を希望している（そこまで無理して独立しようとしている）ことが全く理解できず、さらには夜も遅いことに浮気を疑い心身ともに疲弊している。そのストレス解消のためにブランド品を買ってしまい祐二に咎められて、さらに自らを精神的に追い詰め、原因となった祐二を恨み出すようになる。
新田良江（にった よしえ）
演：松本明子
さぬきうどん融資課から融資を受けている、うどん店の姑（店主の母親）。嫁と店の方針や家事のやり方で喧嘩している。
演者の松本は本番組の広報イベントでPR大使を務めた。
新田雪子（にった ゆきこ）
演：大橋梓
さぬきうどん融資課から融資を受けている、うどん店の嫁。うどん店の業務と家事との両立と負担の軽減を果たすために、双方に置いて合理的に動こうとしているが、姑である良江に「手抜き」と咎められ、大喧嘩をしている。
新田（にった）
演：西山裕大
さぬきうどん融資課から融資を受けている、うどん店の店主。父より跡を継ぐ形で店を営業している。妻と実母との嫁姑争いに巻き込まれ、鉄平に泣きつく。気が弱く、母と妻に強く出ることが出来ず、二人に押し切られてしまい、挙句の果てには母と嫁の二人を「猛獣二匹」とまで言い放つようになる。
重松晴彦（しげまつ はるひこ）
演：駿河太郎
さぬき市の内陸にある、さぬきうどん店「しげまつ」の店主。「自分はここで育ったから、その恩返しのために、一生ここで商売をする」と代々続く地元での商売にこだわっており「食べていけるだけ稼げればいい」主義の持ち主。
重松直子（しげまつ なおこ）
演：佐藤江梨子
晴彦の妻。妊娠中。実家は酒屋ですでに廃業している。その店舗と倉庫が高松市内の大通りにあり、それをうどん店に改築して「しげまつ」を移転させることを目論む。少子高齢化が加速度的に進む（＝客の絶対数がどんどん減っていく）地元で「しげまつ」の商売が先細ることを憂いており、生まれてくる子供のためにも、きちんと商売ができる場所で営業したいと考えている。

### その他の人々
安藤由香里（あんどう ゆかり）
演：藤澤恵麻
鉄平の小学校時代からの同級生で、家族同然の幼馴染。高松市内のキャバクラにおいてレイラの源氏名でホステスをしている。鉄平との再会に喜び、また鉄平父子の和解を願っている。のち、鉄平に父親が倒れたことと引退を考えていること、そして大西家の育てた牡蠣は評判が良く、鉄平の父の引退や大西家の牡蠣養殖の廃業が、地元で心から惜しまれていることを伝える。
田所伸二（たどころ しんじ）
演：崎洋之
うどん店「しげまつ」の常連客でありファン。晴彦の父の代から店に通っていると語る。さぬき市にある生コン会社「さぬきセメント」の社長で飛鳥銀行の最大手優良融資先の一人。自社工場の増強と増員を考えている。「しげまつ」の移転を心から惜しんでいる。
演者である崎氏は地元オーディションで選出された人物。普段はボランティアで讃岐うどん店の案内人を行っている。
鉄平の父
演：八村裕之
志度で牡蠣の養殖に携わっている。武骨で無口。常に仕事をしており、鉄平とはマトモに親子の触れ合いや会話を交わしたことが無い、と、鉄平は感じている。
演者の八村氏は、実際に志度で牡蠣養殖に携わっている漁師である。（エキストラ枠参加）
Udon Girls（うどん がーるず）
演：きみともキャンディ・CoCoデコル
香川県で活躍するご当地アイドル。商店街にスチールポスターが貼られており、讃岐うどんをPRしている。
演者である「きみともキャンディ」および「CoCoデコル」もまた、香川県におけるご当地アイドルのユニットである。

## スタッフ
- 作・脚本：清水有生
- 音楽：曽我部恵一
- 主題歌：曽我部恵一「その頃夢は」
- 撮影協力：香川県フィルムコミッション、さぬきうどん店のみなさん、高松丸亀町商店街振興組合、高松琴平電気鉄道、百十四銀行、日本政策金融公庫 高松支店
- さぬきことば指導：鎌倉文子
- さぬきうどん指導：香川政明
- 制作統括：新井智久
- 美術：青地美里
- 技術：和田修
- 音響効果：平田悠介
- 撮影：田畑耕平
- 照明：石倉祥太
- 音声：高橋克佳
- 映像技術：朝倉浩治
- 衣装：黒羽あや子
- メイク：細川佳子
- 記録・編集：松屋周平
- 演出：石森康裕
- 制作・著作：NHK高松放送局